# Троя (Апулия)
Тро́я (итал. Troia) — коммуна в Италии, располагается в регионе Апулия, в провинции Фоджа.
Население составляет 7421 человек (2008 г.), плотность населения составляет 44 чел./км². Занимает площадь 167 км². Почтовый индекс — 71029. Телефонный код — 0881.
Результаты археологических раскопок показывают, что город был основан до начала Пунических войн. До колонизации римлянами город был известен под названием Aika, позже латинизированный в Aecae.
Покровителями города почитаются святые Анастасий, Понциан, Урбан, Секундин и Элевтерий, празднование 19 июля.

## Демография
Динамика населения:

## Администрация коммуны
- Официальный сайт: http://www.comune.troia.fg.it/